# Juan Zorrilla de San Martín
Juan Zorrilla de San Martín (Montevideo, 28 dicembre 1855 – Montevideo, 3 novembre 1931) è stato un poeta, diplomatico e scrittore uruguaiano.
I due poemi più famosi di Martin sono Tabaré e La Leyenda Patria (La leggenda dei patrioti).
Autore dell'Inno dell'albero (Himno al Arbol), una poesia spagnola ben nota cantata da diversi latino-americani.

## Vita privata
Padre dello scultore José Luis Zorrilla de San Martín, noto in tutto il mondo.
Come figura politica, Juan Zorrilla de San Martín servì come deputato per Montevideo dal 1888 al 1891, dopo fondatore dall'Unione Civica in 1908. Lui fu anche ambasciatore per diversi periodi.
Una delle sue nipoti è diventata l'attrice più famosa dell'Uruguay, Concepción Zorrilla, aka China Zorrilla.